# فرنسيس كوستيجان
فرنسيس كوستيجان (بالإنجليزية: Francis Costigan)‏ هو مهندس معماري أمريكي، ولد في 4 مارس 1810 في واشنطن العاصمة في الولايات المتحدة، وتوفي في 18 أبريل 1865 في إنديانابوليس في الولايات المتحدة.